# Karajía
Karajía (též Carajía) je archeologické naleziště lidských sarkofágů kultury Čačapojů (Chachapoyas) nacházející se poblíž osady Cruzpata v obci Trita v provincii Luya v regionu Amazonas v severním Peru.
Lokalita leží asi 18 km severovýchodně od města Chachapoyas v povodí řeky Utcubamba. Sarkofágy byly objeveny při expedici peruánského archeologa Federica Kauffmanna v roce 1985. Lokalita je seznamu peruánského kulturního dědictví.

## Popis

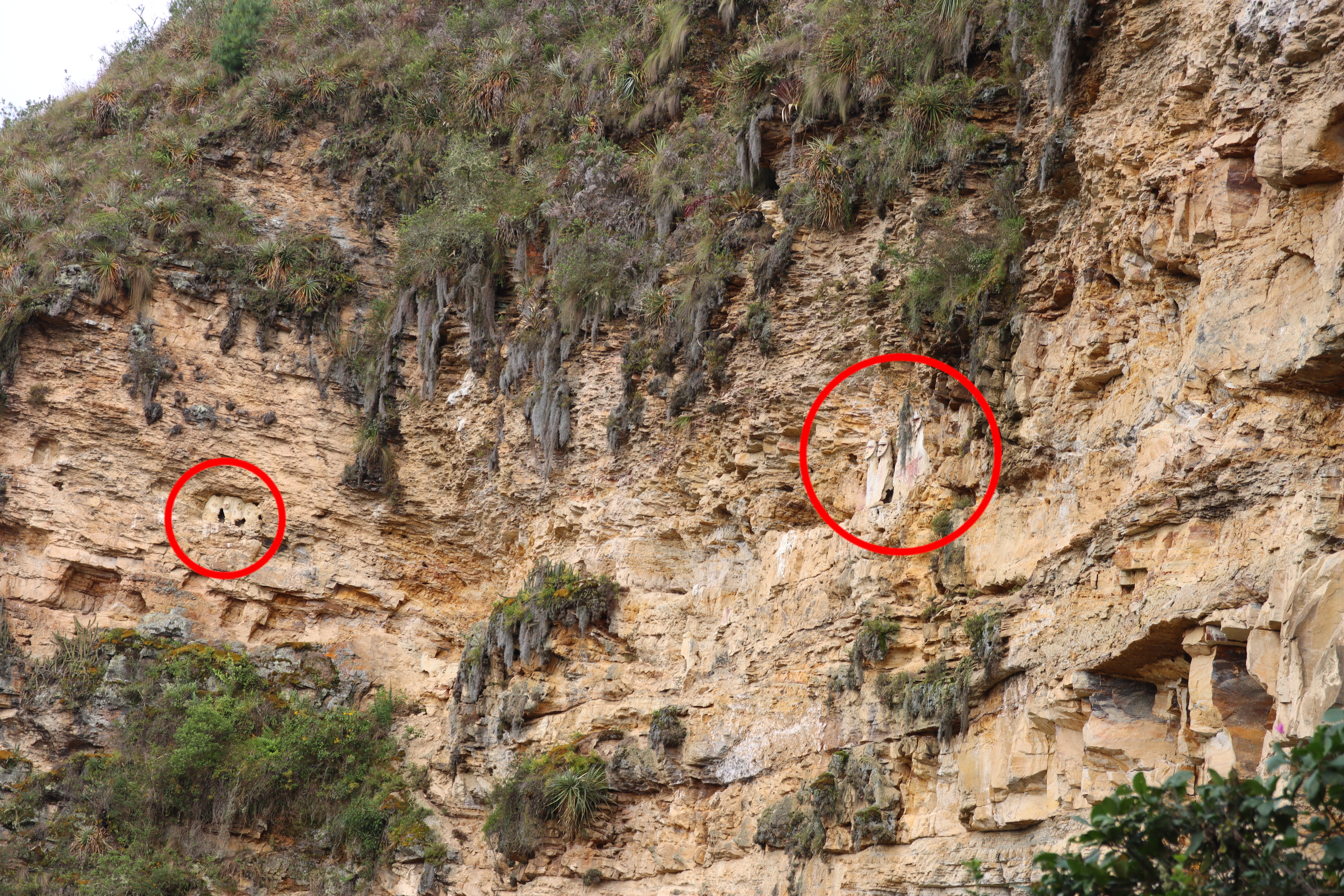
Umístění některých sarkofágů ve skalní stěně, vpravo skupina Karajía-1

Jedná se o sarkofágy připomínající lidskou postavu, některé o výšce až 2,5 m, což z nich spolu s jejich zachovalostí činí unikátní nález. Takto byli pohřbíváni privilegovaní válečníci nebo náčelníci Čačapojů, typ sarchopágu se nazývá purunmachus. Jejich sarkofágy jsou umístěny ve výklencích ve skalních stěnách tak, aby bylo nemožné se k nim dostat a ostatky poškodit. Sarkofágy jsou umístěny ve skupinách, nejznámější skupina (Karajía-1) je tvořena šesticí více či méně zachovalých sarkofágů a dvou sarkofágů zničených. Největší riziko pro sarkofágy představuje řícení skal, často v důsledku zemětřesení.
Uvnitř poničených sarkofágů bylo nalezeno schoulené mumifikované tělo s pohřebními obětinami, které bylo zamotáno do zvířecích kůží a pokryto směsí jílu a slámy. Hlava je vytvarována nad tělem zesnulého. Některé sarkofágy mají na hlavě umístěnou lebku.

## Historie
Jedná se o doklad pohřební kultury Čačapojů. Sarkofágy byly podle radiouhlíkové metody vytvořeny okolo roku 1460, tedy v době, kdy říše Čačapojů podlehla Inkům. Lokalita byla znovuobjevena v roce 1985 a podrobena dalším archeologickým výzkumům.